# Polycyrtus rugulosus
Polycyrtus rugulosus är en stekelart som beskrevs av Szepligeti 1916. Polycyrtus rugulosus ingår i släktet Polycyrtus och familjen brokparasitsteklar. Inga underarter finns listade i Catalogue of Life.